# P178 «Лубни»
Лубни (P178, до 2018 р. U178) — малий броньований артилерійський катер проєкту 58155 «Гюрза-М» Військово-Морських Сил України, який існував у 2017—2022 роках.
Збудований у 2017 році, 1 липня 2018 року включений до складу ВМС, з вересня 2018 року передислокований до Азовської військово-морської бази у Азовському морі.
Був затоплений у 2022 році, в ході бойових дій по обороні міста Маріуполь під час повномасштабного російського вторгнення 2022 року. 

## Історія
Належить до другої партії МБАК, в якій було враховано досвід експлуатації першої партії. В конструкцію було внесено низку змін, оскільки ходові випробування перших двох МБАКів показали, що вони не виходять на заплановану максимальну швидкість у 25 вузлів. Тому в конструкцію чотирьох наступних катерів були внесені зміни: був замінений гребний гвинт та здійснений перерахунок валової лінії. Це дозволило вийти на номінальні показники швидкості у понад 25 вузлів. Було змінено компонування машинного відділення — встановлено захист валової лінії для покращення техніки безпеки під час експлуатації, а також замінене розташування пожежного насосу в житловому відсіку.
Всього в конструкцію бронекатерів було внесено близько сімдесяти змін. Також на катери було встановлене «додаткове оснащення» що має стати «несподіванкою для супротивника».
Хрещеною матір'ю корабля стала народна артистка України, переможниця «Євробачення-2004» співачка Руслана.
5 грудня 2017 року відбулась урочиста церемонія найменування чотирьох новозбудованих катерів, які отримали назви «Вишгород», «Кременчук», «Лубни» та «Нікополь». Також у Чорному морі було проведено тактичне навчання малих броньованих артилерійських катерів у складі 6 одиниць (24 ОДнРК), за яким, перебуваючи на борту фрегата «Гетьман Сагайдачний» спостерігав командувач ВМС України.
Включений до корабельного складу ВМС України 1 липня 2018 року.

### Азовська військово-морська база
8 вересня 2018 року для посилення військової присутності України в Азовському морі катер було передислоковано в порт Бердянська до Азовської військово-морської бази. Передислокація здійснювалась за допомогою трейлера автомобільними шляхами. Невдовзі було також перекинуто катер «Кременчук». 11 вересня 2018 року катери заступили на службу в Бердянську.
20 вересня пошуково-рятувальне судно A500 «Донбас» та морський буксир A830 «Корець» вирушили з походом з Західної військово-морської бази ВМС України в Одесі до Бердянська, де стануть основою новоствореної військово-морської бази українського флоту на Азовському морі. Починаючи від переходу поблизу окупованого Севастополя українські кораблі почав супроводжувати патрульний корабель Берегової охорони ФСБ РФ — «Аметист» проєкту 22460, згодом до нього долучився ще один не встановлений корабель. З порту Бердянську для їх зустрічі в напрямку Керченської переправи вирушили малі броньовані артилерійські катери P177 «Кременчук» та P178 «Лубни». Приблизно о 15.50 23 вересня кораблі пройшли Керченський міст у супроводі великої кількості кораблів ФСБ та ВМФ Росії, також повідомлялося що там були присутні водолази та спецназ. Р177 «Кременчук» та P178 «Лубни», незважаючи на надісланий росіянами на перехоплення українських бронекатерів прикордонний катер, непоміченими пройшли повз нього на відстані 4 миль та підійшли до А500 «Донбас» надвечір 24 вересня, після проходження ним Керченської протоки, в режимі радіомовчання. Під час зайняття позиції для конвоювання А500 «Донбас» українські катери відрізали від нього російський тральщик, в той момент росіяни й зрозуміли, що МБАКи вже тут. На російському тральщику, коли помітили український бронекатер, що той зовсім поруч, заграли бойову тривогу. Надалі, коли вже відійшли від Керченської протоки та йшли до Маріуполя, російський катер типу «Мангуст» провокував українські кораблі на постріли, агресивно наближаючись до А500 «Донбас», але Р177 «Кременчук» та P178 «Лубни» відрізали його від «Донбасу», оточили та пробували притискати до українського берега. «Мангуст» відірвався від українських катерів лише завдяки більшій швидкості, наявності поруч великого судна, за яким він ховався, та збереження режиму невикористання зброї. Незважаючи на всі провокації з боку російських кораблів і суден, о 09:35 заходом морського буксиру «Корець» успішно завершився перехід групи суден ВМС ЗС України до порту Маріуполя.

### Оборона Маріуполя
6 квітня 2022 року корабель управління ВМС України «Донбас» був знищений в ході бойових дій по обороні міста Маріуполь під час повномасштабного російського вторгнення. На судні почалася пожежа, а згодом він затонув біля стінки порту. Російськими загарбниками було захоплено МБАК «Кременчук». Водночас, доля P178 «Лубни», який також перебував у Маріуполі, станом на середину квітня була невідома.
В середині травня стало відомо, що катер затопили у ході боїв, а 16 травня окупаційні російські сили підняли його з дна, продемонстрували пошкодження. Бронекатер мав пробоїни у кількох місцях, на корпусі був один великий пролом, а один зі снарядів потрапив у рубку катера.

## Командування
- Геріх Владислав[17]